# Xylopteryx prouti
Xylopteryx prouti là một loài bướm đêm trong họ Geometridae.